# مجزرة عمارة المغربي (16 يناير 1948)
وقعت مجزرة عمارة المغربي إثر تفجير وقع قرب عمارة المغربي بشارع صلاح الدين في مدينة حيفا بفلسطين الانتدابية في 16 يناير 1948، وأسفر عن مقتل 31 فلسطينيا معظمهم من النساء والأطفال وإصابة 60 آخرين.

## الأحداث
في 16 يناير (كانون الثاني) عام 1948، اقتحم مسلحون صهاينة متخفين في ملابس جنود بريطانيين مخزناً بالقرب من عمارة المغربي في شارع صلاح الدين في مدينة حيفا بزعم تفتيشه، ثم وضعوا قنبلة موقوتة بالمخزن انفجرت بعد خروجهم ما تسبب في هدم المبنى بالكامل مع إلحاق الضرر بالمباني والعمارات المجاورة له.

## الضحايا
تسبب انفجار عمارة المغربي في مقتل ما لا يقل عن 31 فلسطينيًّا كان بعضهم من النساء والأطفال، وجرح وإصابة أكثر من 60 فلسطينيًّا آخرين.